# Sergej Ivanov (cestista)
Sergej Vasil'evič Ivanov (in russo Сергей Васильевич Иванов?; Krasnojarsk, 9 luglio 1963) è un ex cestista e allenatore di pallacanestro russo, fino al 1991 sovietico.

## Carriera
Con la Russia ha disputato i Campionati mondiali del 1994 e i Campionati europei del 1995.